# Antonín Kovařík
Antonín Kovařík (28. října 1938, Praha – 24. prosince 2018, Praha) byl český volejbalista, který reprezentoval Československo. S jeho reprezentací získal stříbrnou medaili na mistrovství světa v roce 1962. Zúčastnil se též mistrovství Evropy roku 1963 (5. místo). Za národní tým nastupoval v letech 1960–1964. Zúčastnil se závěrečného soustředění před olympijskými hrami v Tokiu roku 1964, které se konalo v Karlových Varech, avšak do finální nominace se nevešel, což bylo pro něj takovým zklamáním, že se poté vzdal reprezentace. Hrál za kluby Dynamo Praha 7 Doprava, Dukla Kolín, Lokomotiva Praha a Pallavolo Terst (hrající trenér). S Lokomotivou Praha se stal v roce 1962 mistrem Československa. Po skončení hráčské kariéry pracoval v Československých státních aeroliniích.